# Jojupango
Jojupango är en ort i Mexiko.   Den ligger i kommunen San Felipe Tepatlán och delstaten Puebla, i den sydöstra delen av landet, 160 km nordost om huvudstaden Mexico City. Jojupango ligger 1 003 meter över havet och antalet invånare är 764.
Terrängen runt Jojupango är kuperad åt nordost, men åt sydväst är den bergig. Runt Jojupango är det ganska tätbefolkat, med 124 invånare per kvadratkilometer. Närmaste större samhälle är Olintla, 9,2 km öster om Jojupango. Omgivningarna runt Jojupango är en mosaik av jordbruksmark och naturlig växtlighet.